# جون إس. سبينس
جون إس. سبينس (بالإنجليزية: John S. Spence)‏ هو سياسي أمريكي، ولد في 29 فبراير 1788 في سنو هيل في الولايات المتحدة، وتوفي في 24 أكتوبر 1840 في برلين في الولايات المتحدة. حزبياً، نشط في حزب اليمين. وقد انتخب عضو مجلس النواب لولاية ماريلند وانتخب عضو مجلس النواب الأمريكي وانتخب عضو مجلس الشيوخ الأمريكي.